# Certhia discolor
Trepadeira-parda ou trepadeira-de-garganta-escura (Certhia discolor) é uma espécie de ave da família Certhiidae.
Pode ser encontrada nos seguintes países: Butão, China, Índia, Laos, Myanmar, Nepal, Tailândia e Vietname.
Os seus habitats naturais são: florestas temperadas e regiões subtropicais ou tropicais húmidas de alta altitude.